# Anne Geddes
Anne Geddes MNZM (* 13. September 1956 in Queensland) ist eine in Auckland (Neuseeland) lebende Fotografin und Modedesignerin australischer Herkunft, die überwiegend für ihre Baby- und Mutterschaftsfotografien bekannt ist.

## Biografie
Geddes experimentierte Anfang der 1980er Jahre zunächst mit der Familienkamera und entwickelte dabei ihren persönlichen Fotografiestil. Ihre Bilder, meist mit idealistisch oder traumhaft anmutenden Darstellungen von Babys und Kleinkindern, veröffentlichte sie in zahlreichen Büchern, Kalendern, Grußkarten und anderen Kunstprodukten. 1991 gründete sie mit ihrem Ehemann die Firma Next Generation Enterprises Ltd., über die sie ihre Produkte weltweit in über 50 Ländern vertreibt. Ein Teil des Firmengewinns fließt in australische und neuseeländische Kinderschutzprojekte.
Zusammen mit Céline Dion entstand 2004 das Projekt Miracle: A Celebration of New Life, ein Gemeinschaftsprojekt, in dem Musikstücke und Fotografien mit der Thematik neues Leben und Babys kombiniert sind. 2004 und 2005 gab die französische Post vier von Geddes Fotografien als Briefmarkenserie C'est une fille - C'est un garçon (dt.: Es ist ein Mädchen - Es ist ein Junge) heraus.
Neben zahlreichen Auszeichnungen für ihre Arbeiten erhielt sie 1997 die lebenslange Mitgliedschaft bei den Professional Photographers of America und die Ehrenmitgliedschaft des New Zealand Institute of Professional Photographers (NZIPP). 2004 wurde sie zum Mitglied des New Zealand Order of Merit (MNZM) ernannt.
Anne ist seit 1990 mit Kel Geddes verheiratet. Sie haben vier Töchter, zwei davon stammen aus der ersten Ehe ihres Mannes.

## Bücher (Auswahl)
- Willkommen!. Heyne, München 2000, ISBN 3-453-18050-X.
- Vollkommen. Coll. Rolf Heyne, München 2003, ISBN 3-89910-226-6.
- Drunten im Garten. Coll. Rolf Heyne, München 2004, ISBN 3-89910-235-5.
- Anne Geddes, Céline Dion: Miracle: a celebration of new life. Andrews McMeel Pub., Kansas City 2004 ISBN 0-7407-4696-0.
- Aus Liebe: Die Autobiographie. Coll. Rolf Heyne, München 2007, ISBN 978-3-89910-367-0.